# Антониу Коща
Антониу Коща (на португалски: Antonio Costa) е португалски политик, министър-председател на Португалия от 26 ноември 2015 до 2 април 2024 г.

## Биография
Роден е на 17 юли 1961 г. в Лисабон, Португалия.

### Ранен живот и образование
Коща е роден през 1961 г. в Сао Себастиао да Педрейра, Лисабон, син на писателя Орландо да Коща. Майка му е Мария Антония Пала, португалска журналистка и призната феминистка активистка. През 1975 г. на 14 години той вече е член на Социалистическата младеж.
Коща завършва Юридическия факултет на Лисабонския университет през 80-те години, когато за първи път влиза в политиката и е избран за социалист в общинския съвет. По-късно той практикува право за кратко от 1988 г., преди да влезе в политиката на пълно работно време.

### Политическа кариера
Антониу Коща подава оставка на всички правителствени служби през май 2007 г., за да стане кандидат на партията за община Лисабон, столицата на Португалия. Той е избран за кмет на Лисабон на 15 юли 2007 г. и преизбран през 2009 и 2013 г. с по-голямо мнозинство всеки път. През април 2015 г. той подава оставка като кмет. През септември 2014 г. той е избран за генерален секретар на Социалистическата партия.
На 7 ноември 2023 г. подава оставка след предполагаем случай на корупция.